# Ryōji Yamashita
Ryōji Yamashita (japanisch 山下 諒時 Yamashita Ryōji; * 11. Mai 2000 in der Präfektur Ibaraki) ist ein japanischer Fußballspieler.

## Karriere
Yamashita erlernte das Fußballspielen in der Jugendmannschaft des Erstligisten Vegalta Sendai. Als Jugendspieler kam er 2018 einmal in Ligapokal zum Einsatz. Anschließend wechselte er in die Universitätsmannschaft der Takushoku-Universität. Seinen ersten Profivertrag unterschrieb er am 1. Februar 2023 beim SC Sagamihara. Der Verein aus Sagamihara, einer Stadt in der Präfektur Kanagawa, spielte in der dritten japanischen Liga. 